# Ozerna (Ternópil)
Ozerna (ucraniano: Озе́рна; polaco: Jezierna) es un municipio rural de Ucrania, perteneciente al raión de Ternópil en la óblast de Ternópil.
El municipio, con una población total de unos seis mil habitantes, incluye tanto el pueblo de Ozerna (de casi cuatro mil habitantes) como doce pedanías. El municipio se fundó en 2015 mediante la fusión de los hasta entonces consejos rurales de Ozerna, Bohdánivka, Ostáshivtsi y Tsébriv. Además de estos cuatro pueblos, pertenecen al actual municipio otros nueve: Bílkivtsi, Výsypivtsi, Vorobíyivka, Danýlivtsi, Kokútkivtsi, Nésterivtsi, Serédyntsi, Syrovary y Yatskivtsí.
Se ubica a orillas del río Visushka, a medio camino entre Ternópil y Zbóriv sobre la carretera H02.

## Historia
Es uno de los asentamientos más antiguos de la región y se conoce su existencia en documentos desde 1469. Fue un miasteczko de la República de las Dos Naciones que perteneció a importantes familias nobles: por ejemplo, entre 1542 y 1545 se menciona como propiedad de Juan Amor Tarnowski y en 1615 como perteneciente a Jacobo Sobieski. A mediados del siglo XVII, su paisaje fluvial lo convirtió en un sitio estratégico para la rebelión de Jmelnitski, siendo Ozerna uno de los lugares desde donde en 1649 los cosacos prepararon el ataque a Zbóriv. En 1655 tuvo lugar aquí una batalla durante la guerra ruso-polaca. Los continuos enfrentamientos militares llevaron al abandono del asentamiento, que fue repoblado tras comprarlo en 1740 la familia noble Radziwiłł. En la partición de 1772 se integró en el Imperio Habsburgo.
En el siglo XIX fue uno de los pueblos más importantes de la región, que a finales del siglo estaba habitado por unos dos mil grecocatólicos, unos mil quinientos católicos latinos y unos mil judíos. El pueblo se dedicaba principalmente a la agricultura, pero era también un importante centro artesanal y tenía un mercado semanal los lunes. En 1920 pasó a formar parte de la Segunda República Polaca. En 1941, los invasores alemanes asesinaron a todos los judíos que quedaban en el pueblo, una comunidad que dos décadas antes ya había sufrido notables pogromos durante la guerra polaco-soviética. Cuando la Unión Soviética intentó recuperar el pueblo en 1944, el río Visushka sirvió de freno y acabó ubicado en la línea de frente, lo que llevó a su destrucción casi total. Los posteriores enfrentamientos de los soviéticos contra el Ejército Insurgente Ucraniano, muy activo en la zona, dificultaron la reconstrucción del pueblo, que tuvo numerosos habitantes muertos en combate, encarcelados o deportados a Siberia. Antes de fundarse el actual municipio en 2015, Ozerna formaba un consejo rural sin pedanías en el raión de Zbóriv.